# Општина Блађешти (Васлуј)
Блађешти (рум. Blăgeşti) општина је у Румунији у округу Васлуј.
Oпштина се налази на надморској висини од 187 m.